# Farragut Square
Farragut Square est une place du centre-ville de Washington, la capitale des États-Unis. Elle est nommée en l'honneur de David Farragut, un admiral dont son centre accueille une statue baptisée Admiral David G. Farragut.